# Mesochorus stenotus
Mesochorus stenotus är en stekelart som beskrevs av Dasch 1974. Mesochorus stenotus ingår i släktet Mesochorus och familjen brokparasitsteklar. Inga underarter finns listade i Catalogue of Life.